# 린 캐리

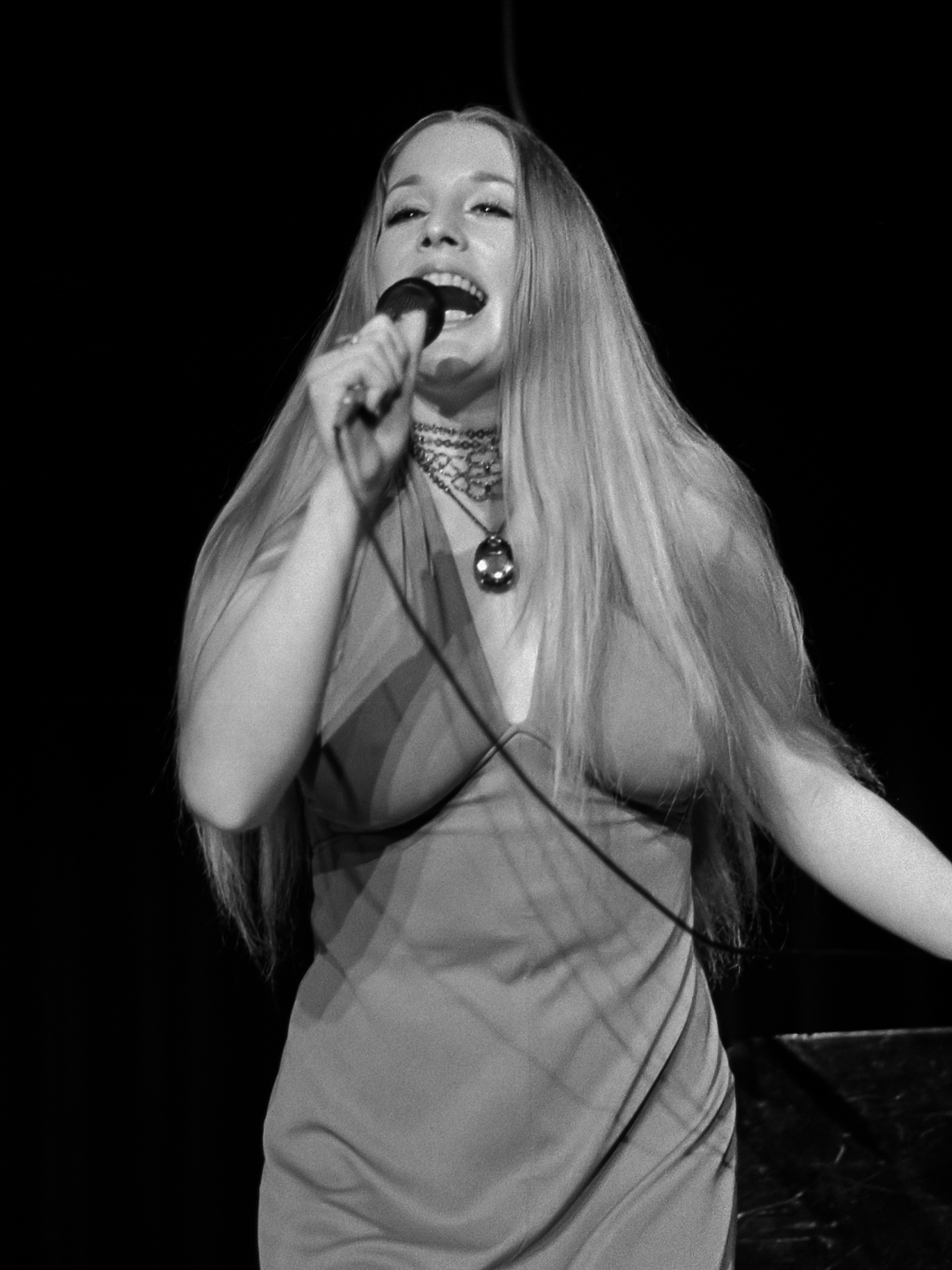

린 케리(Lynn Carey, 1946년 10월 29일 ~ )는 미국의 배우, 싱어송라이터, 작곡가, 모델이다. 배우 맥도널드 케리의 딸이다.

## 음반 목록

### C.K. 스트롱
- C.K. Strong (1969)

### 아이버 애비뉴 리유니언
- Ivar Avenue Reunion (1970)

### 메리웨더 & 케리
- Vacuum Cleaner (1971)

### 마마 라이언
- Preserve Wildlife (1972)
- Give It Everything I've Got (1973)

### 린 케리 / 마마 라이언
- Good Times! (1984)
- Mama Lion... Roars Back! (2001)

## 영상 목록

### 영화
- Lord Love a Duck (1966)